# Hunspach
Hunspach (en alsacià Hunschpach) és un municipi francès, situat a la regió del Gran Est, al departament del Baix Rin. L'any 1999 tenia 671 habitants.
Forma part del cantó de Wissembourg, del districte de Haguenau-Wissembourg i de la Comunitat de comunes del Pays de Wissembourg.

## Demografia
| 1962 | 1968 | 1975 | 1982 | 1990 | 1999 |
| ---- | ---- | ---- | ---- | ---- | ---- |
| 627  | 636  | 600  | 573  | 615  | 671  |

## Administració
| Període    | Identitat        | Partit |
| ---------- | ---------------- | ------ |
| 2001- 2014 | Pierrot Billmann |        |
| 2014- 2020 | Bertrand Wahl    |        |